# إيميكا أتولوما
إيميكا فرانسيس أتولوما (بالفرنسية: Emeka Francis Atuloma)‏ المعروف باسم إيميكا أتولوما (ولد في 1 أكتوبر 1992 في لاغوس، نيجيريا) لاعب كرة قدم نيجيري دولي يجيد اللعب في مركز الوسط المدافع وبدرجة أقل الوسط المحوري. يلعب حاليا لصالح الاتحاد البحريني منذ 2023.